# Frogs Legnano 1994
Questa voce raccoglie le informazioni riguardanti i Frogs Legnano nelle competizioni ufficiali della stagione 1994.

## Roster
| Roster dei Frogs Legnano (1994) |
| --- |
| Quarterback - 7 Paolo Zanella - 9 Matteo Salmini - 10 Ronald Adams Running Back - 3 Sem Molinari - 21 Benito Melis - 34 Gianluca Orrigoni - 49 Ulrich Lucarelli Wide Receiver - 2 Stefano Montani - 11 Aldo Mario Fei WR/QB - 15 Fabio Norcini - 19 John Patrick Oldoni - 80 Giampiero Senati - 86 Maurizio Barbotti - 87 Alessandro Gallivanone - 88 Roberto Castioni - 89 Andrea Tamasi - -- Graziano Giavarin - -- Piermario Sbuzzicati Tight End - 70 Tommaso Magagnini TE/OL - 84 Fabio Mazzeo Offensive Linemen - 50 Marco Martella OT - 55 Domenico Bellarosa C - 62 Giovanni Ganci C - 63 Mauro Colombo OG - 64 Raffaele Gerardi OG/C - 66 Mauro Goldin OT - 69 Andrea Vecchi C - 71 Roberto Gestori C - 72 Bruno Gobbo OG - 74 Alessandro Bondioli OT - 77 Giovanni Fumarola OT Defensive Linemen - 33 Fabio Franzini DE/RB - 57 Claudio Ortica DE/LB - 60 Vito Piantanida DT - 61 Carlo Mariani DE - 75 Fulvio Rusconi DE/P - 76 Flavio Moiraghi DT - 78 Giuseppe Campanini DE - 92 Marco Mereu DT - 95 Nicola Degni DT - 96 Simone Mereu DE/NT - 98 Paolo Scardellato DE/DT - 99 Giacomo Cranchi NG Linebacker - 36 Cristian Aiello - 39 Gabriele Aiello - 41 Ruben Mezzanini - 42 Attilio Castiglioni - 53 Paolo Spallanzani - 54 Giorgio Nardi - 56 Giuseppe Invernizzi - 58 Dario Castellanza Defensive Back - 8 Ugo Munari - 22 Carlo Longo CB/SS - 23 Paolo Verrini CB/K - 25 Walter Talone FS - 29 Maurizio Vismara FS - 32 Roberto Crespi CB - 35 Mario Carimati SS/LB - 40 Enrico Comotti FS - 44 Gianni Moroldo SS - 48 Gianluca Giupponi CB Special Team |

## Campionato Serie A1 FIAF 1994

### Stagione regolare
| Telgate 12 marzo 1994 1ª giornata | Energie Lions Bergamo | 26 – 27 referto | Frogs Legnano | Campo Comunale |
| \| \| \| \| \| Verzeri Q1 (TD) 66yd pass da Campagna Marinoni Q1 (pat) Beck Q2 (TD) 2yd run Marinoni Q2 (pat) Verzeri Q2 (TD) 19yd pass da Campagna Marinoni Q2 (pat) Folzi Q4 (TD) 44yd pass da Campagna \| Marcatori \| Senati Q1 (TD) 33yd pass da Adams Verrini Q1 (pat) Franzini Q3 (TD) 2yd run Verrini Q3 (pat) Senati Q3 (TD) 32yd pass da Adams Franzini Q4 (TD) run Verrini Q4 (pat) \| |                       | |               |                |
| |                       | |               |                |
| Verzeri Q1 (TD) 66yd pass da Campagna Marinoni Q1 (pat) Beck Q2 (TD) 2yd run Marinoni Q2 (pat) Verzeri Q2 (TD) 19yd pass da Campagna Marinoni Q2 (pat) Folzi Q4 (TD) 44yd pass da Campagna | Marcatori             | Senati Q1 (TD) 33yd pass da Adams Verrini Q1 (pat) Franzini Q3 (TD) 2yd run Verrini Q3 (pat) Senati Q3 (TD) 32yd pass da Adams Franzini Q4 (TD) run Verrini Q4 (pat) |               |                |

| Cernusco sul Naviglio 19 marzo 1994 2ª giornata | National Suisse Assicurazioni Blackhawks Cernusco | 6 – 26 referto | Frogs Legnano | Campo Comunale |

| Magnago 26 marzo 1994 3ª giornata | Frogs Legnano | 35 – 12 referto                                               | Nintendo GiG Giaguari Torino | Campo Maria Ratti Micalizzi |
| \| \| \| \| \| Lucarelli Q1 (TD) 8yd run Verrini Q1 (pat) Senati Q1 (TD) 21yd pass da Adams Barbotti Q1 (TD) 13yd pass da Adams Verrini Q1 (pat) team Q2 (saf) Barbotti Q3 (TD) 27yd pass da Adams Verrini Q3 (pat) Senati Q4 (TD) 15yd pass da Adams \| Marcatori \| Da Pozzo Q2 (TD) 5yd pass da Gerbino Rigazzi Q4 (TD) 21yd run \| |               |                                                               |                              |                             |
| |               |                                                               |                              |                             |
| Lucarelli Q1 (TD) 8yd run Verrini Q1 (pat) Senati Q1 (TD) 21yd pass da Adams Barbotti Q1 (TD) 13yd pass da Adams Verrini Q1 (pat) team Q2 (saf) Barbotti Q3 (TD) 27yd pass da Adams Verrini Q3 (pat) Senati Q4 (TD) 15yd pass da Adams                                                                                                 | Marcatori     | Da Pozzo Q2 (TD) 5yd pass da Gerbino Rigazzi Q4 (TD) 21yd run |                              |                             |

| Ancona 9 aprile 1994 4ª giornata | Multicargo Dolphins Marche | 14 – 34 referto | Frogs Legnano | Stadio Dorico, viale della Vittoria |

| Legnano 16 aprile 1994 5ª giornata | Frogs Legnano | 24 – 14 referto | Gladiatori Roma | Stadio Giovanni Mari, via C. Pisacane |

| Legnano 7 maggio 1994 6ª giornata | Frogs Legnano | 18 – 18 referto                                                                     | Sive Rhinos Milano | Stadio Giovanni Mari, via C. Pisacane |
| \| \| \| \| \| Barbotti (TD) 33yd pass da Adams Verrini (pat) Verrini (fg) (32yd field goal) Barbotti (TD) 7yd pass da Adams Moroldo (tpc) rush \| Marcatori \| Natali (TD) 2yd pass da McCord McCord (TD) 6yd run Ummarino (TD) 4yd pass da McCord \| |               |                                                                                     |                    |                                       |
| |               |                                                                                     |                    |                                       |
| Barbotti (TD) 33yd pass da Adams Verrini (pat) Verrini (fg) (32yd field goal) Barbotti (TD) 7yd pass da Adams Moroldo (tpc) rush | Marcatori     | Natali (TD) 2yd pass da McCord McCord (TD) 6yd run Ummarino (TD) 4yd pass da McCord |                    |                                       |

| Torino 15 maggio 1994, ore 14:30 CEST 7ª giornata | Nintendo GiG Giaguari Torino | 13 – 21 referto | Frogs Legnano |  |

| Magnago 21 maggio 1994 8ª giornata | Frogs Legnano | 34 – 27 referto | National Suisse Assicurazioni Blackhawks Cernusco | Campo Maria Ratti Micalizzi |
| \| \| \| \| \| Lucarelli Q1 (TD) 8yd run Lucarelli Q2 (TD) 1yd run Moroldo Q2 (TD) 15yd pass da Adams Verrini Q2 (pat) Lucarelli Q3 (TD) 1yd run Barbotti Q3 (tpc) rush Barbotti Q4 (TD) 42yd pass da Adams Verrini Q4 (pat) \| Marcatori \| Perego Q1 (TD) 17yd pass da Tayles Zuber Q1 (pat) Passioni Q2 (TD) 10yd pass da Tayles Castagna Q3 (TD) 2yd pass da Tayles Zuber Q3 (pat) Buongiorno Q4 (TD) 44yd pass da Tayles Zuber Q4 (pat) \| |               | |                                                   |                             |
| |               | |                                                   |                             |
| Lucarelli Q1 (TD) 8yd run Lucarelli Q2 (TD) 1yd run Moroldo Q2 (TD) 15yd pass da Adams Verrini Q2 (pat) Lucarelli Q3 (TD) 1yd run Barbotti Q3 (tpc) rush Barbotti Q4 (TD) 42yd pass da Adams Verrini Q4 (pat) | Marcatori     | Perego Q1 (TD) 17yd pass da Tayles Zuber Q1 (pat) Passioni Q2 (TD) 10yd pass da Tayles Castagna Q3 (TD) 2yd pass da Tayles Zuber Q3 (pat) Buongiorno Q4 (TD) 44yd pass da Tayles Zuber Q4 (pat) |                                                   |                             |

| Magnago 28 maggio 1994 9ª giornata | Frogs Legnano | 21 – 7 referto | Energie Lions Bergamo | Campo Maria Ratti Micalizzi |

| Magnago 5 giugno 1994 10ª giornata | Phoenix San Lazzaro | 0 – 8 D.g.s. referto | Frogs Legnano | Campo Maria Ratti Micalizzi |
| \| \| \| \| \| Partita sospesa sul 21-28 per i Frogs e vittoria assegnata ai Frogs per mancato rientro tempestivo dell’ambulanza. \| Marcatori \| \| |                     |                      |               |                             |
| |                     |                      |               |                             |
| Partita sospesa sul 21-28 per i Frogs e vittoria assegnata ai Frogs per mancato rientro tempestivo dell’ambulanza.                                   | Marcatori           |                      |               |                             |

### Playoff
| Magnago 25 giugno 1994 Semifinale | Frogs Legnano | 50 – 43 referto | Gladiatori Roma | Campo Maria Ratti Micalizzi |
| \| \| \| \| \| Adams Q1 (TD) 2yd run Barbotti Q1 (TD) 62yd pass da Adams Q1 (tpc) rush Barbotti Q2 (TD) 62yd pass da Adams team Q2 (tpc) rush Franzini Q2 (TD) run Verrini Q2 (pat) Orrigoni Q3 (TD) run Verrini Q3 (pat) Barbotti Q4 (TD) pass da Adams Verrini Q4 (pat) Adams Q4 (TD) 1yd run Verrini Q4 (pat) \| Marcatori \| Cinelli Q1 (TD) 4yd run Fristachi Q1 (pat) Fristachi Q2 (FG) Davis Q2 (TD) 2yd run Davis Q3 (TD) run Fristachi Q3 (pat) Cestari Q3 (TD) 31yd pass da Fierli Fristachi Q3 (pat) Davis Q4 (TD) 1yd run Fristachi Q4 (pat) \| |               | |                 |                             |
| |               | |                 |                             |
| Adams Q1 (TD) 2yd run Barbotti Q1 (TD) 62yd pass da Adams Q1 (tpc) rush Barbotti Q2 (TD) 62yd pass da Adams team Q2 (tpc) rush Franzini Q2 (TD) run Verrini Q2 (pat) Orrigoni Q3 (TD) run Verrini Q3 (pat) Barbotti Q4 (TD) pass da Adams Verrini Q4 (pat) Adams Q4 (TD) 1yd run Verrini Q4 (pat) | Marcatori     | Cinelli Q1 (TD) 4yd run Fristachi Q1 (pat) Fristachi Q2 (FG) Davis Q2 (TD) 2yd run Davis Q3 (TD) run Fristachi Q3 (pat) Cestari Q3 (TD) 31yd pass da Fierli Fristachi Q3 (pat) Davis Q4 (TD) 1yd run Fristachi Q4 (pat) |                 |                             |

| Legnano 2 luglio 1994 XIV Superbowl italiano | Frogs Legnano | 37 – 27 referto | Sive Rhinos Milano | Stadio Giovanni Mari, via C. Pisacane |

## Statistiche di squadra
| Competizione | %Vittorie | In casa | In casa | In casa | In casa | In casa | In casa | In trasferta | In trasferta | In trasferta | In trasferta | In trasferta | In trasferta | Totale | Totale | Totale | Totale | Totale | Totale |
| Competizione | %Vittorie | G       | V       | N       | P       | Pf      | Ps      | G            | V            | N            | P            | Pf           | Ps           | G      | V      | N      | P      | Pf     | Ps     |
| ------------ | --------- | ------- | ------- | ------- | ------- | ------- | ------- | ------------ | ------------ | ------------ | ------------ | ------------ | ------------ | ------ | ------ | ------ | ------ | ------ | ------ |
| Campionato   | .950      | 5       | 4       | 1       | 0       | 132     | 78      | 5            | 5            | 0            | 0            | 116          | 59           | 10     | 9      | 1      | 0      | 248    | 137    |
| Playoff      | 1.000     | 2       | 2       | 0       | 0       | 87      | 70      | -            | -            | -            | -            | -            | -            | 2      | 2      | 0      | 0      | 87     | 70     |
| Totale       | .975      | 7       | 6       | 1       | 0       | 219     | 148     | 5            | 5            | 0            | 0            | 116          | 59           | 12     | 11     | 1      | 0      | 225    | 207    |